# Župna crkva sv. Ivana Krstitelja u Ivanjoj Reki
Župna crkva sv. Ivana Krstitelja katolička je crkva koja se nalazi u zagrebačkoj četvrti Peščenica – Žitnjak u naselju Ivanja Reka. Današnja župna crkva građena je od 2000. do 2003. godine. 2013. godine dovršeno je uređenje crkve. Posvjetio ju je zagrebački nadbiskup kardinal Josip Bozanić u lipnju 2013. godine. Pastoralni centar uređen je 2017. godine.

## Povijest i arhitektura
Crkva je građena prema projektu arhitekta Ivana Antolića iz 1998. godine, te se nalazi u Ivanjoj Reki gdje je urbano tkivo jednim dijelom određeno gustom stambenom izgradnjom obiteljskih kuća na istočnom dijelu, dok je zapadni dio manje izgrađen. U pozadini crkve nalaze se neizgrađeni gradski predjeli pa je crkva uočljiv znak u prostoru užeg urbanističkog konteksta. Pred crkvom se nalazi pristupni trg, orijentiran prema pristupnoj cesti, od koje je blago odvojen pejsažnim uređenjem parcele. Na taj je način postignut  jaki javni karakter trga.
Liturgijski se prostor nalazi na heksagonalnoj tlocrnoj shemi i ima longitudinalno usmjerenje. U svetištu se nalazi oltar, a na njegovoj je lijevoj strani ambon koji je blago isturen prema prostoru vjernika. Lijevo od oltara se nalazi i svetohranište. Desno od svetišta je krstionica.

## Galerija
- Pogled na crkvu
- Ulaz u crkvu
- Ploča na ulazu
- Skulptura sv. Ivana Krstitelja koja se nalazi ispred crkve
- Pogled na stražnje pročelje iz daljine